# Magnus Christensen
Magnus Christensen, född 20 augusti 1997 i Frederikshavn, är en dansk fotbollsspelare som spelar för Östers IF.

## Karriär
Inför säsongen 2016/2017 flyttades Christensen upp i AaB:s A-lag. Christensen debuterade i Superligaen den 24 juli 2016 i en 1–0-vinst över Randers FC, där han blev inbytt i den 70:e minuten mot Casper Sloth.
Den 11 juli 2022 värvades Christensen av norska FK Haugesund, där han skrev på ett treårskontrakt. Den 30 januari 2024 värvades Christensen av Stabæk, där han skrev på ett tvåårskontrakt.
I mars 2025 värvades Christensen av Östers IF, där han skrev på ett treårskontrakt.